# Emad Salah
Emad Salah (ar. عماد صلاح; ur. 25 maja 1964) – egipski piłkarz grający na pozycji pomocnika. W swojej karierze rozegrał 2 mecze w reprezentacji Egiptu.

## Kariera klubowa
W swojej karierze piłkarskiej Salah grał w klubach: Naseg Helwan, Zamalek SC i Gomhoriat Shebin SC.

## Kariera reprezentacyjna
W reprezentacji Egiptu Salah zadebiutował 5 marca 1990 w przegranym 0:1 grupowym meczu Pucharu Narodów Afryki 1990 z Nigerią (0:1), rozegranym w Algierze. W tym pucharze zagrał również w innym grupowym meczu, z Algierią (0:2). Były to zarazem jego jedyne mecze rozegrane w kadrze narodowej.